# Circus (serietidning)
Circus var en franskspråkig serietidning utgiven åren 1975–1989 av det franska förlaget Glénat. Totalt gavs 130 nummer ut av den månatligt utgivna tidningen, som startades under 1970-talets franska vuxenserievåg.

## Historia

### Bakgrund, tidiga år
Circus grundades av det Grenoble-baserade Glénat, lett av Jacques Glénat. Under 1970-talet utvecklades förlaget till ett av de viktigare franska serieförlagen, och man gav även ut tidskrifterna Schtroumpf (grundad 1969) och Schtroumpfanzine (grundad 1976). Den förra bytte sedermera namn till Les Cahiers de la Bande Dessinée, medan den senare i januari 1980 lades ner och levde vidare som en nyhetssektion i Circus.

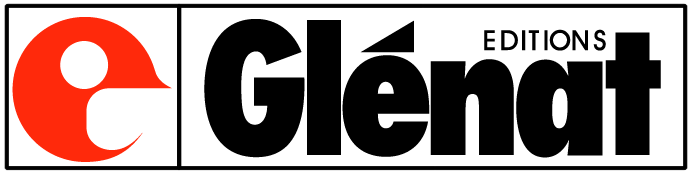
Circus gavs ut av Glénat.

Det 68-sidiga premiärnumret av Circus kom ut i början av april 1975. Månaderna efter noterades på omslagen serier och serieskapare som Le Vagabond des limbes, B.C., Pogo, Guido Buzzelli, F'murr, André Franquin och Jean-Claude Forest. Det här blandade franska och amerikanska serier av mer eller mindre "vuxen" eller "sofistikerad" karaktär. Från och med nummer 9 hade man etiketten "pour adultes" ('för vuxna') under logotypen på omslaget.
Under de kommande åren presenterade tidningen serier av bland andra Pierre Wininger, Georges Pichard, Florenci Clavé, Claire Bretécher, Gérard Lauzier, Quino, Hugo Pratt, Annie Goetzinger.

### Historiska äventyr
Med nummer 20 syntes hösten 1979 för första gången namnet Bourgeon på tidningens omslag. François Bourgeon skulle under de kommande åren inte bara bli en återkommande bidragsgivare i tidningen, han inledde även en av 1980-talets viktigaste trender inom den franskspråkiga serievärlden – den historiska äventyrsserien. Bourgeons Resande med vinden kom att bli en av 1980-talets bästsäljare bland franska vuxenserier, med efterföljare som Les Sept vies de l'épervier av André Juillard och Patrick Cothias, Sambre av Yslaire samt Balac, Världens ände med manus av Pierre Makyo. Glénat inspirerades även till att 1985 starta serietidningen Vécu, medan Les Humanoïdes Associés under 1983–1985 gav ut Métal Hurlant Aventure.
Tidningen startade som en kvartalstidning och hade oregelbunden eller gles utgivning under resten av 1970-talet. Från och med hösten 1979 gavs Circus ut som månadstidning. Därefter fortsatte blandningen av olika sorters franska och amerikanska äventyrsserier samt mer även humoristiska äventyrsserier som Iznogoud, Spännvidden var stor mellan eleganta men stereotypa fantasyäventyr som Vicente Segrelles Mercenario, Hermann Huppens medeltidsserie Tornen vid Bois-Maury, Ab'aigres mer udda deckare och Titos spanska vardagsskildringar i Soledad.

### Senare år, nedläggning
Under 1980-talet kompletterades den ordinarie utgivningen av en handfull specialnummer med mer eller mindre sexuellt utmanande profil. Detta var i linje med andra vuxenserietidningar som Pilote och Métal Hurlant, som också de från och till flörtade med herrtidningsläsarna i den framgångsrika L'Écho des Savanes fotspår. Från och med 1984 var också andelen omslag med lättklädda kvinnor relativt stort.

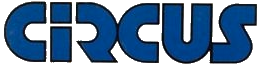
Tidningshuvudet från #85 (1985).

Under den senare delen av 1980-talet tillkom serieskapare som Vittorio Giardino, Enki Bilal, Tanino Liberatore, Matthias Schultheiss och Jean Teulé.
Circus övergick 1988 till varannanmånadsutgivning, vid en tid när de franska vuxenserieläsarna övergick till att endast köpa seriealbum (med materialet ur tidningarna samlat mellan hårda pärmar). Métal Hurlant hade lagts ner året innan, och Pilote kom med sista ordinarie nummer i oktober 1989. Circus gick också samma väg i september månad det året, sedan Glénat istället valt att satsa på sin albumutgivning.

## Utgivning
- Nummer 1–4 – kvartalstidning (1975–1976)
- Nummer 5–8 – varannanmånadstidning (1976)
- Nummer 9–17 – kvartalstidning (1977–1979)
- Nummer 18 – varannanmånadstidning (1979)
- Nummer 19–124 – månadstidning (1979–1988)
- Nummer 125–130 – varannanmånadstidning (1988–1989)

## Galleri

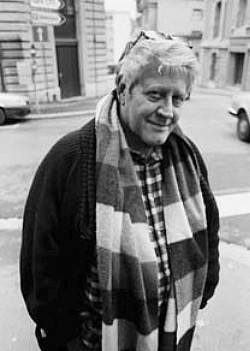
Hugo Pratt, flitig i Circus sent 1970-tal.
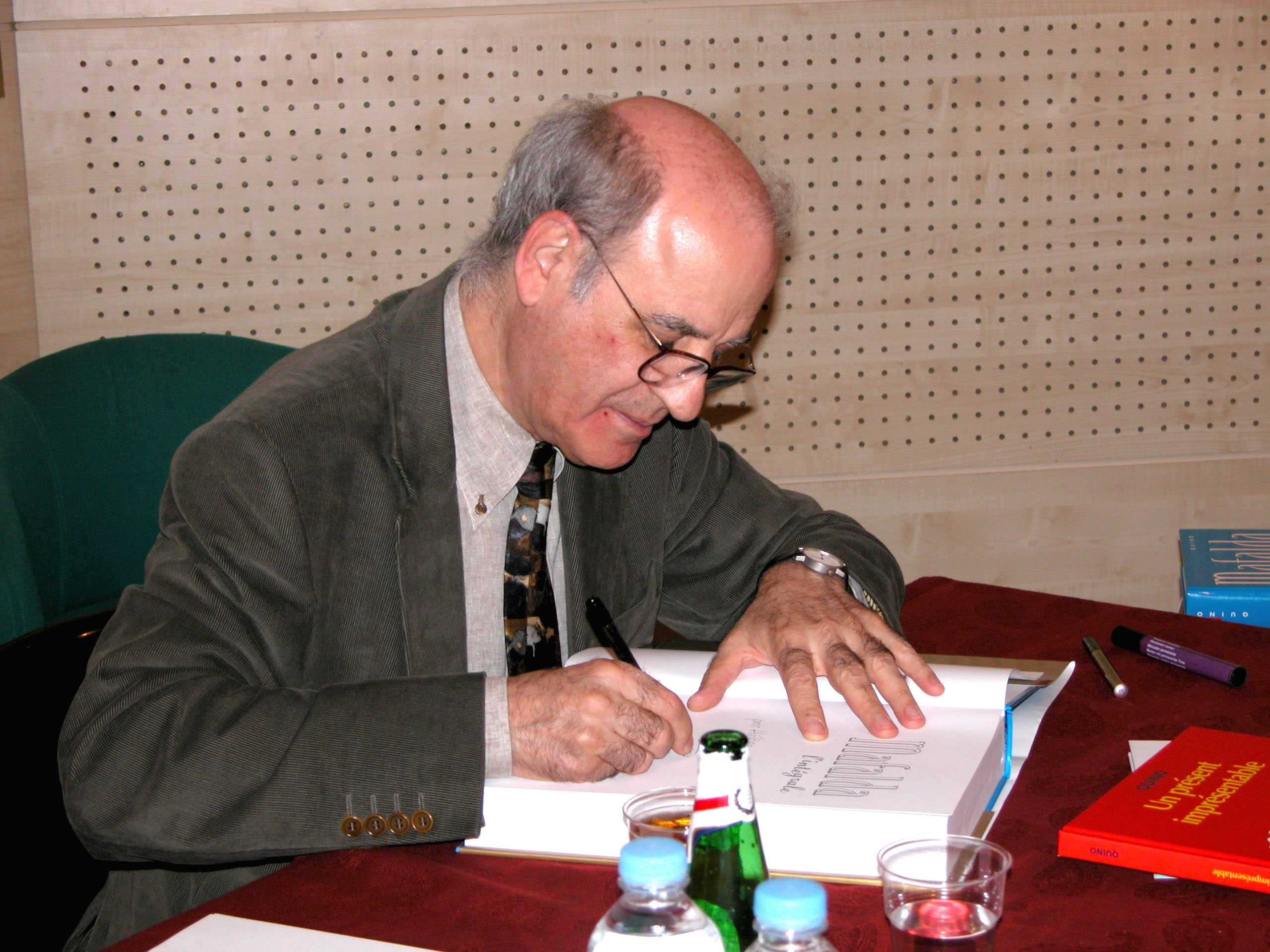
Quino, i Circus på 1970-talet.
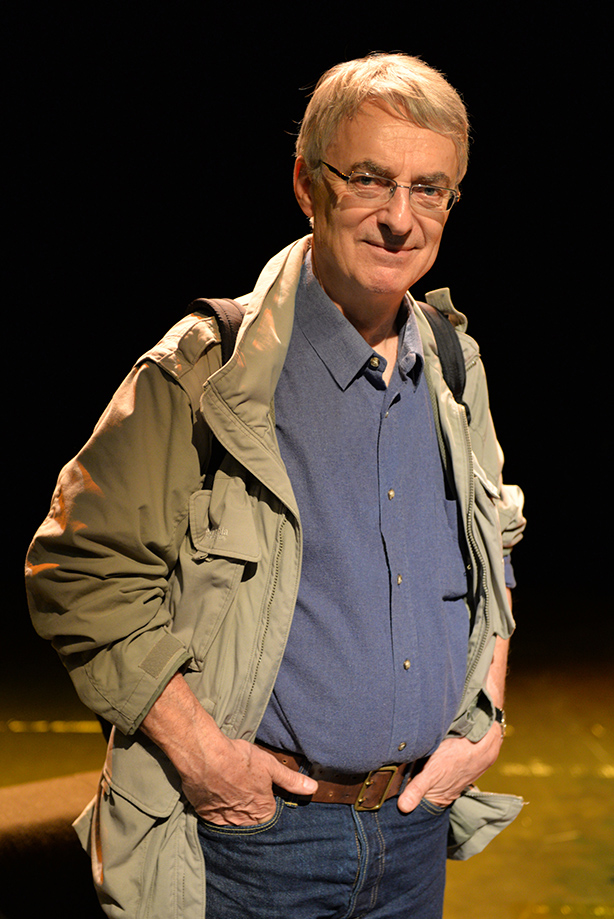
François Bourgeon skapade den inflytelserika Resande med vinden.
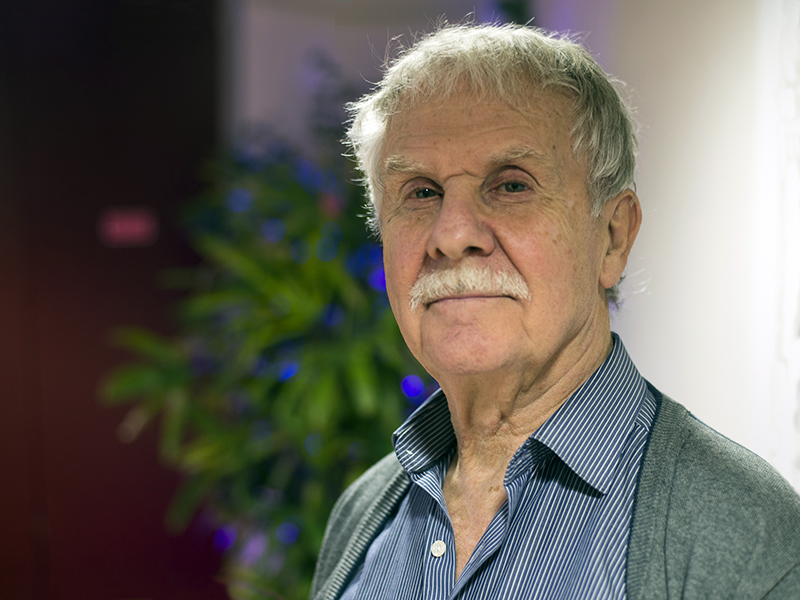
Hermann Huppen, ett av 1980-talsnamnen i tidningen.